# Лука (Ломидзе)
Архиепи́скоп Лука́ (груз. ეპისკოპოსი ლუკა, в миру Важа Парнаозович Ломидзе, груз. ვაჟა ფარნაოზის ძე ლომიძე; 14 сентября 1966, Тбилиси) — епископ Грузинской православной церкви, архиепископ Сагареджойский и Ниноцминдский.

## Епископ
В 1984—1986 годы проходил срочную службу в Советской армии.
В 1992 году закончил Грузинский политехнический институт.
В первую неделю Великого поста 1997 года принял монашеский постриг.
13 июля 1998 года был рукоположён во иеродиакона, а 12 ноября того же года — во иеромонаха.
В 1998—2003 годах настоятельствовал в Давидо-Гареджийском монастыре. В 1999 году был возведен в сан игумена, а в 2000 году — архимандрита.
18 августа 2003 года решением Священного Синода Грузинской Православной Церкви архимандрит Лука был избран епископом вновь учреждённой Сагареджойской и Ниноцминдской епархии. 27 августа того же года последовала его архиерейская хиротония.
25 мая 2016 года решением Священного Синода включён в состав делегации Грузинской Православной Церкви на Всеправославный собор, однако вскоре грузинская православная церковь отказалась ехать туда.